# Koji Suzuki
Koji Suzuki (Japans: 鈴木光司, Suzuki Kōji) (Hamamatsu, 13 mei 1957) is een Japanse schrijver van horror. Suzuki woont op het moment in Tokio. Hij is de auteur van de Ring-tetralogie, welke in een mangaserie is bewerkt. Suzuki studeerde aan de Keio-universiteit en had daarna verscheidene baantjes, onder andere aan een school waar hij de kinderen griezelverhalen vertelde. Zijn doorbraak als schrijver kwam in 1991 met Ring, waarvan wereldwijd meer dan drie miljoen exemplaren zijn verkocht en dat zeer succesvol werd verfilmd. Hij heeft verschillende boeken geschreven op het gebied van vaderschap. Zijn hobby's zijn onder andere reizen en motorrijden (hobby's staan op de achterkant van The Ring, 2002, Koji Suzuki). Hij zit momenteel in het selectie comité voor de Japan Fantasy Novel Award.
Zijn recentste roman Edge heeft als hoofd onderwerp het Feynmanpunt.

### Romans
- Paradise (Rakuen) (1990)
- Ring (Ringu) (1991)
- Spiral (Rasen) (1995)
- Loop (Rupu) (1998)
- Birthday (Ba-sudei) (1999)
- Promenade of the Gods (Kamigami no Promenade) (2008)
- Drop (2009)
- S

### Verhalen
- Floating Water (1998)
- Solitary Isle (1998)
- The Hold (1998)
- Dream Cruise (1998)
- Adrift (1998)
- Watercolors (1998)
- Forest Under the Sea (1998)
- Coffin in the Sky (1999)
- Lemonheart (1999)
- Happy Birthday (1999)

### Collecties
- Dark Water (Honogurai mizu no soko kara) (1996)
- Birthday (1999)
- Death and the Flower (2009)

### Films gemaakt uit zijn werk
- Ring: The Complete Edition (Ring: Kanzenban) (1995)
- Ringu (1998)
- Rasen (Spiral) (1998)
- The Ring: Virus (1999)
- Ringu 2 (1999)
- Ringu 0: Birthday (2000)
- Dark Water (JP) (2002)
- The Ring (2002)
- Dark Water (VS) (2005)
- Rings (korte film) (2005)
- The Ring Two (2005)
- Masters of Horror (TV, episode 2.13 Dream Cruise) (2007)
- Sadako 3D (2012)
- Sadako 3D 2 (2013)
- Rings (2017)